# Dimbavalli, Kalghatgi
Dimbavalli là một làng thuộc tehsil Kalghatgi, huyện Dharwad, bang Karnataka, Ấn Độ.